# Теншебре-Бокаж
Теншебре-Бокаж (фр. Tinchebray-Bocage) — муніципалітет у Франції, у регіоні Нижня Нормандія, департамент Орн. Теншебре-Бокаж утворено 1 січня 2015 року шляхом злиття муніципалітетів Бошен, Френ, Ларшам, Сен-Корньє-де-Ланд, Сен-Жан-де-Буа, Теншебре i Івранд. Адміністративним центром муніципалітету є Теншебре. Населення — 4884 особи (01.01.2021).